# Илка Зафирова
Илка Зафирова е българска театрална и кино актриса.

## Биография
Първоначално е студентка в Софийския университет със специалност „Френска филология“, но след като осъзнава любовта си към театъра напуска университета. Завършва актьорско майсторство във ВИТИЗ „Кръстьо Сарафов“ при професор Моис Бениеш през 1966 година и още същата година постъпва в Драматичния театър във Велико Търново.
Между 1968 – 1969 година е в трупата на пловдивския драматичен театър. На два пъти, през 1970 – 1971 година и през 1974 – 1975 година играе и в Драматичен театър – Пазарджик. След 1977 година се установява в Театър „София“. През 1990 г. напуска театъра и се премества, заедно с останалите артисти, недоволни от ръководството на Театър „София“, в новосформирания Малък градски театър „Зад канала“.
Играе и на сцената на Театър 199 в постановките „Един час преди полунощ“ от Властимил Шубрт, режисьор Христо Кръчмаров; „Дъждът“ от Борис Априлов, режисьор Иван Ничев; „Кристали“ от Лада Галина, режисьор Георги Аврамов; „Шърли Валънтайн“ от Уили Ръсел, режисьор Тодор Колев; „Майсторски клас“ от Терънс Макнали, режисьор Илка Зафирова и приятели; Шарлота в „Есенна соната“ от Ингмар Бергман, режисьор Младен Киселов; Нел в „Краят на играта“ от Самюъл Бекет, режисьор Лилия Абаджиева; „Госпожа Клайн“ от Никълъс Райт, режисьор Стилиян Петров (награда „Аскеер“ 2015 за водеща женска роля).
На Стената на славата пред Театър 199 има пано с нейните отпечатъци.
Успоредно с това участва с роли и в киното, общо в 22 филма, сред които „Вълчицата“ и „Немирната птица любов“ на режисьора Рангел Вълчанов, „Бялата стая“ на Методи Андонов, „Дами канят“, „Вампири, таласъми“ и „Бяла магия“ на Иван Андонов, и „Пансион за кучета“ на режисьора Стефан Командарев.
Член на САБ (1966) и „Клуб за демокрация“ (1989).
Озвучава госпожица Финстър в синхронния дублаж на анимационния сериал „Голямото междучасие“ и филма „Ваканцията: Строго забранена“.
Омъжена е за Оскар Кристанов, кинорежисьор, но се развеждат. Нейна дъщеря е преводачката Неда Кристанова, от която има и внучка.
През април 2021 година в интервю за БНР Зафирова споменава, че се е оттеглила от сцената.

## Театрални роли
- „Юстинианова монета“ - селянка
- „Лодка в гората“
- „Свекърва“
- „Шърли Валънтайн“ - Шърли Валънтайн
- „Дама Пика“
- „Човекоядката“ (Иван Радоев) – Йота
- „Доходно място“ (Александър Островски) – Юлия
- „Кълбовидна мълния“
- „Таралеж“
- „Татко Юбо“ – майка Юбо
- „Госпожа Клайн“ (Никълъс Райт) – госпожа Клайн
- „Есенна соната“ (Ингмар Бергман) – Шарлота
- „Всяка есенна вечер“ (дебютът и в Студентския театър)

## Телевизионен театър
- „Големанов“ (2006) (Ст. Л. Костов)
- „Каквото Господ не е помислял“ (1990) (П. Ю. Тодоров)
- „Историята на един кон (Холстомер)“ (1985) (от Лев Толстой, реж. Вили Цанков)
- „Червено и кафяво“ (1982) (Иван Радоев)
- „Сократ“ (1980) (Едвард Радзински)
- „Лицемер“ (Рязанов и Брагински) (1978)
- „Цилиндъра“ (1974) (Едуардо де Филипо)
- „Трагичната история на д-р Фауст“ (1970) (Кристофър Марлоу, реж. Павел Павлов) – Яростта

## Награди и отличия
- Значка на София По случай Празника на София на 17 награда на Столичния общински съвет награди за ярки постижения в изкуството (София, 2016)
- „Златно перо“ (София, 2016)
- Наградата „Икар“ на Съюза на артистите в България „за Изключителен творчески принос към българския театър“, (София, 2016)
- Аскеер за водеща женска роля в пиесата „Госпожа Клайн“ (София, 2015)
- I награда за ролята и на Елизабет Лоу в „Когато дъждът спря да вали“ на Театралния фестивал на малките форми (Враца, 2013)
- Аскеер за водеща женска роля- Елизабет Лоу в „Когато дъждът спря да вали“ (София, 2013)
- Гран при за ролята и в „Оскар и розовата дама“ на Международния фестивал на моноспектаклите (Габрово, 2006)
- Наградата за главна женска роля за моноспектакъла „Оскар и розовата дама“ на Театралния фестивал на малките форми (Враца, 2006)
- Аскеер за поддържаща женска роля за Райна в „Без кожа“ (София, 2003)
- Наградата за женска роля за Божана в „Пансион“ на Театралния фестивал на малките форми (Враца, 1997)
- Аскеер за главна женска роля на Костанда в пиесата „Свекърва“ (София, 1996)
- Награда за женска роля на САБ за (Шърли Валънтайн) от пиесата „Шърли Валънтайн“ (София, 1995).

## Филмография
| Година    | Филми и Сериали                    | Серии | Копродукции                            | Роля                                                      |
| --------- | ---------------------------------- | ----- | -------------------------------------- | --------------------------------------------------------- |
| ?         | Василики                           |       |                                        |                                                           |
| 2019      | Урсус (Ursus)                      |       | Украйна/Грузия/Германия/България       | Ванга                                                     |
| 2019      | Доза щастие                        |       | България/Великобритания                | Герджикова, лекарка                                       |
| 2019      | Когато вятърът задуха              |       |                                        | Магда                                                     |
| 2016      | Капия                              |       |                                        | майката                                                   |
| 2013      | Даровете на влъхвите               |       |                                        | старата продавачка                                        |
| 2011      | Добрият съсед                      |       |                                        | жената                                                    |
| 2010      | Сбогом, мамо (Goodbye Mama)        |       | Италия/България                        | Кира                                                      |
| 2010–2011 | Стъклен дом (тв сериал)            | 64    |                                        | Магдалена Атанасова, майка на Христо и Чарли (в 12 серии) |
| 2010      | Аварийно кацане (тв)               |       |                                        | розовата вдовица                                          |
| 2009      | Три сестри и Андрей                |       | България/Германия                      |                                                           |
| 2008      | Птици божии                        |       |                                        |                                                           |
| 2007      | Летете с Росинант                  |       | България/Сърбия/Австрия                | врачката                                                  |
| 2004      | Стъклени очи (Occhi di cristallo)  |       | Италия/Испания/Великобритания/България |                                                           |
| 2004      | Спартак (Spartacus)                | 2     | САЩ/България                           | старата жена                                              |
| 2000      | Пансион за кучета                  |       |                                        | Божана Граматикова, наричана още „Божана Божествената“    |
| 1997      | Василики (Vasiliki)                |       | Гърция/Кипър/Австрия                   | Елисавет                                                  |
| 1993      | Росита, моля (Rosita, please!)     |       | Испания                                | Мари Жо                                                   |
| 1993      | Cycle Simenon                      | 5     | Франция                                | (в IV серия: Les gens d'en face)                          |
| 1993      | Фатална нежност                    |       |                                        |                                                           |
| ?         | Хората отсреща                     |       |                                        |                                                           |
| 1992      | Вампири, таласъми...               |       |                                        | Ванда                                                     |
| 1991      | Тони                               |       |                                        | госпожа Ризова, учителката                                |
| 1990      | Немирната птица любов              |       |                                        | актрисата Илка Зафирова                                   |
| 1987      | Мечтатели                          |       |                                        | съдържателката на бара                                    |
| 1983      | Черно-бяло (тв)                    |       |                                        | Ива                                                       |
| 1982      | Голямата любов на Д. Л. (тв)       |       |                                        | съдия Надежда Захариева Лукова, съпруга на Луков          |
| 1982      | Бяла магия                         |       |                                        | Герова                                                    |
| 1982      | Рицарят на бялата дама (тв сериал) | 3     |                                        | Комитова                                                  |
| 1981      | Масово чудо                        |       |                                        |                                                           |
| 1980      | Дами канят                         |       |                                        | Станчева                                                  |
| 1978      | Чуй петела                         |       |                                        | френската лавкаджийка                                     |
| 1978      | Утрото е неповторимо               |       |                                        | Радка                                                     |
| 1978      | Всички и никой                     |       |                                        | циганката конекрадка                                      |
| 1977      | Четвъртото измерение (тв сериал)   | 5     |                                        | Гертруда                                                  |
| 1976      | Светъл пример (тв)                 |       |                                        | войствената учителка                                      |
| 1975      | Буна                               |       |                                        | Лефтера                                                   |
| 1974      | Откъде се знаем?                   |       |                                        | съпругата на войника                                      |
| 1972      | Трета след Слънцето                | 2     |                                        |                                                           |
| 1971      | Демонът на империята (тв сериал)   | 10    |                                        | Тодорка (в VIII серия)                                    |
| 1968      | Бялата стая                        |       |                                        | медицинската сестра                                       |
| 1967      | Ако не иде влак                    |       |                                        | Ванчето                                                   |
| 1967      | В края на лятото                   |       |                                        | Мария                                                     |
| 1965      | Вълчицата                          |       |                                        | Ана Чикирова – Вълчицата                                  |
| 1965      | Дрямка                             |       |                                        |                                                           |